# James Stirling (architecte)
 (juillet 2013).
Si vous disposez d'ouvrages ou d'articles de référence ou si vous connaissez des sites web de qualité traitant du thème abordé ici, merci de compléter l'article en donnant les références utiles à sa vérifiabilité et en les liant à la section « Notes et références ».
Pour les articles homonymes, voir Stirling.
Sir James Stirling est un architecte britannique né à Glasgow le 22 avril 1926 et mort à Londres le 25 juin 1992.
On le compte parmi les plus importants et les plus influents architectes de la seconde moitié du XXe siècle. Il est peut-être mieux connu comme celui, parmi un groupe de jeunes architectes mondiaux qui a, depuis les années 1950, questionné et renversé les préceptes théoriques et de composition du Mouvement moderne. Le déploiement de Stirling, réinterprétant ces préceptes de façon agitée et maniérée – plus influencé par son ami et professeur Colin Rowe, important théoricien architectural et urbaniste – introduisit un esprit éclectique qui lui permit de piller tout l’éventail de l’histoire architecturale qui lui servi de source d’inspiration pour ses compositions, depuis la Rome antique et le Baroque, jusqu’à de nombreuses productions contemporaines, allant de Frank Lloyd Wright à Alvar Aalto. Son succès repose sur sa capacité à incorporer subtilement ces références encyclopédiques dans une architecture forte, musclée, très décidée adoptant une posture forte et sûre d’elle dont le but est de reconstruire la forme urbaine.

## Biographie

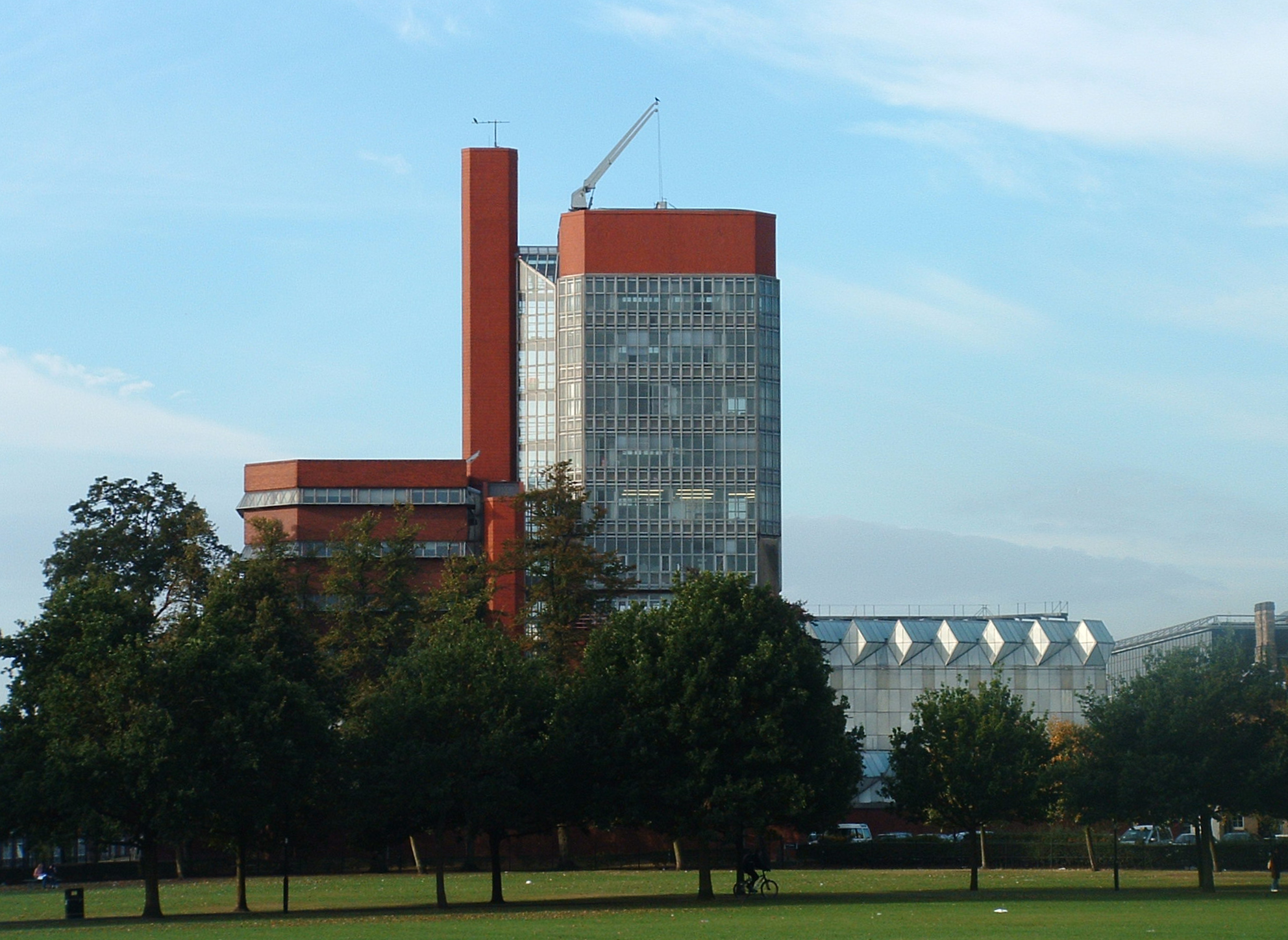
Bâtiment des ingénieurs dans l’université de Leicester (1959)

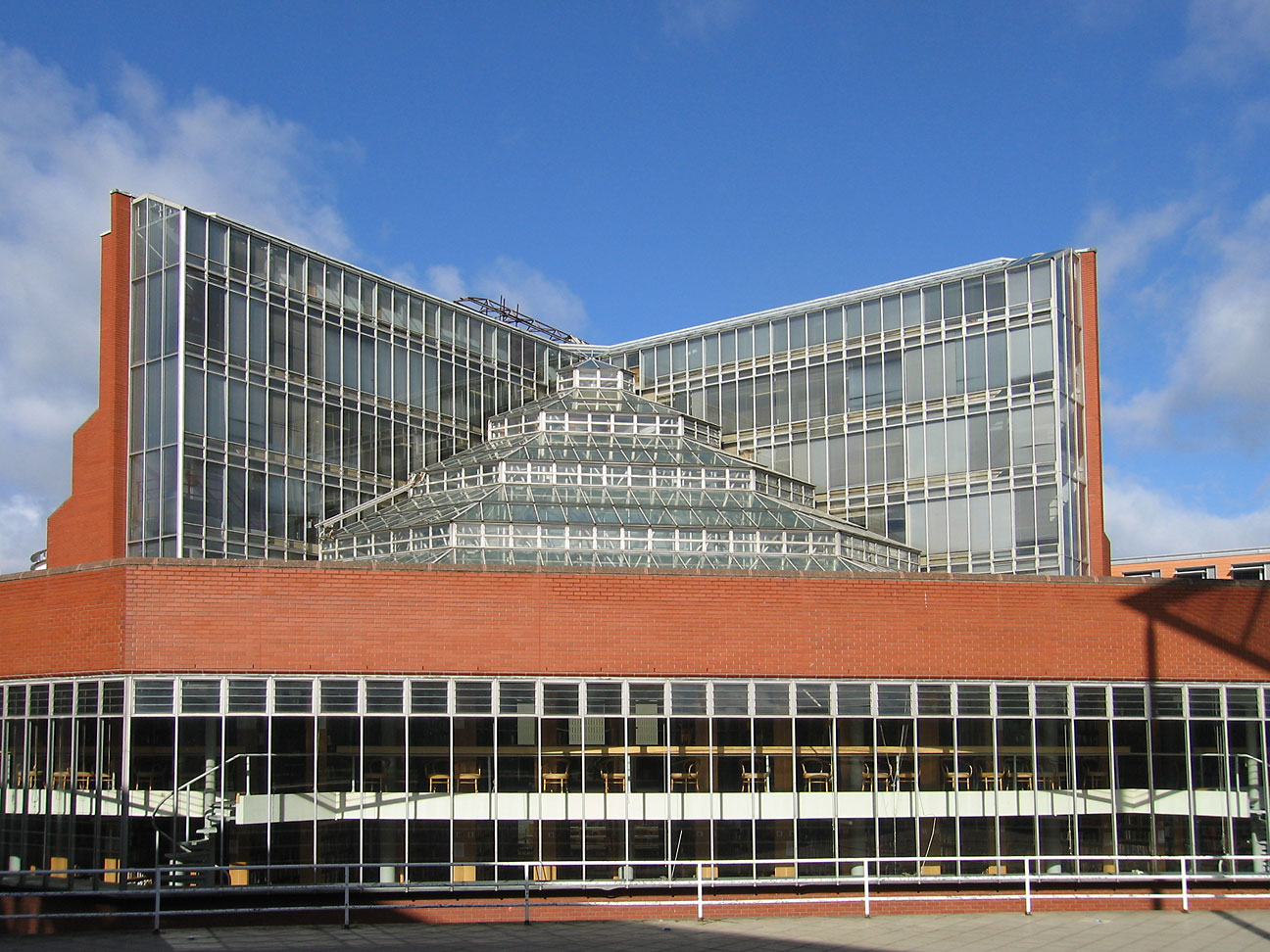
Vue sud-est du bâtiment de la faculté d’histoire de l’université de Cambridge (1968)

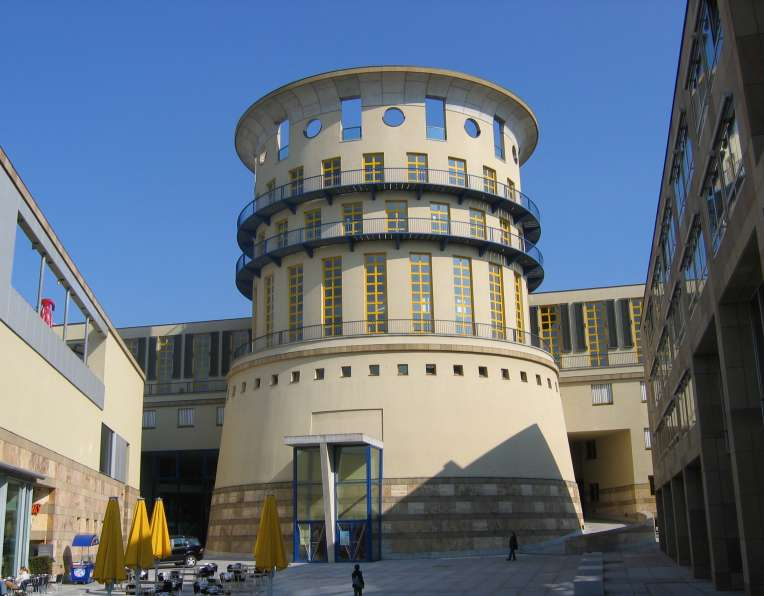
Université d’état de musique et des arts performatifs de Stuttgart (1993-1994)

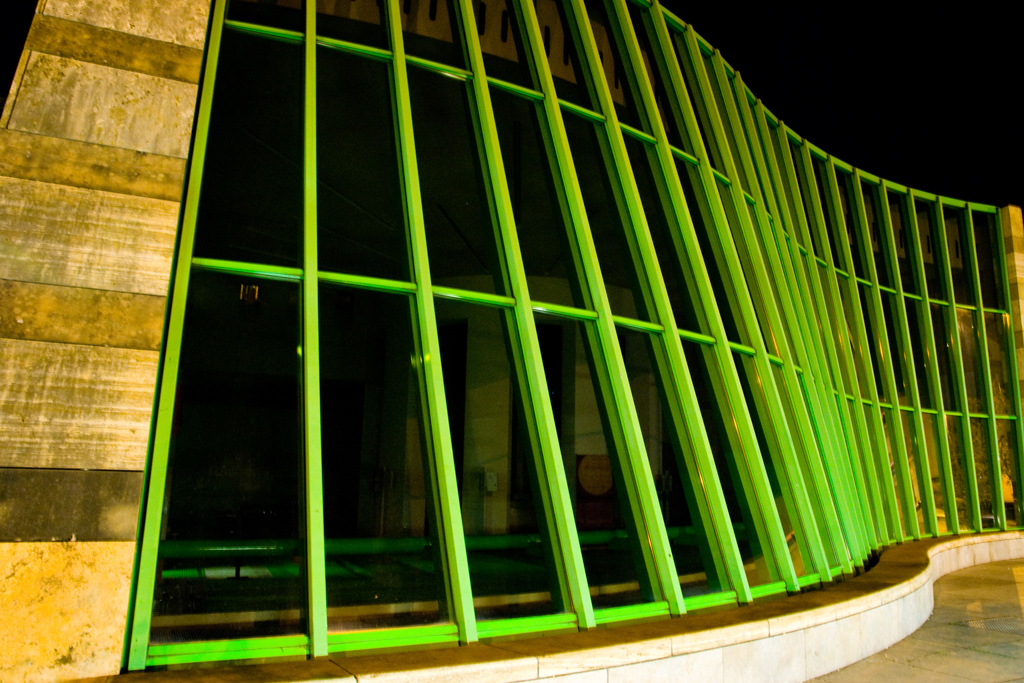
Staatsgalerie (musée), Stuttgart (1984)

Après sa démobilisation Stirling étudia l’architecture de 1945 à 1950 à l’Université de Liverpool, où il eut Rowe comme enseignant. En 1956, James Gowan et lui quittèrent leur place dans l’agence Lyons, Israel and Ellis, pour fonder l’agence Stirling and Gowan. Une de leurs réalisations les plus connues est la faculté d’ingénierie à l’université de Leicester (1959-63), notable pour son caractère technologique et géométrique, marquée par l’utilisation d’un dessin tri-dimensionnel basé sur une projection isométrique qui pourrait être vue aussi bien d’en haut que d’en dessous. 
En 1963 Stirling et Gowan se séparèrent. En 1971 Michael Wilford qui travaillait dans l’agence depuis 1960 et qui n’est peut-être pas étranger à leur rupture, persuada Stirling de faire de lui son partenaire, ce qu’il resta jusqu’à la mort de Stirling, même s’il se concentra sur la gestion de l’agence et  n’eut que peu d’influence, voire pas du tout, sur l’activité de projet : celle-ci resta pratiquement entièrement sous le contrôle de Stirling, secondé par des assistants triés sur le volet. Pendant les années 1970, le style de Stirling commença à évoluer à mesure de la taille de ses projets (sans doute grâce au talent de gestionnaire de Wilford), passant de  petits projets pas très rentables à de très gros, tout comme parallèlement l’architecture de Stirling devint plus ouvertement néoclassique, malgré la prégnance très forte de son modernisme puissamment revisité. Ceci produit une vague de projets urbains sur une grande échelle, et plus particulièrement trois importants musées en Allemagne (à Düsseldorf, Cologne et Stuttgart). Ces projets des années 1970 montrent un style parvenu au zénith de sa maturité. Gagnant le concours pour le projet de Stuttgart – la Neue Staatsgalerie – il agrémenta le parti initial très fort avec plein d’amusements architecturaux et d’allusions décoratives, ce qui conduisit erronément de nombreux observateurs à y voir un exemple de  posmodernité, un label qui lui colla alors à la peau, mais qu’il a toujours rejeté. En 1978, on lui attribua la médaille Alvar Aalto, et en 1981 il reçut le renommé prix Pritzker.  
Le dernier bâtiment terminé de son vivant fut la librairie dans les jardins de la Biennale de Venise (achevée en 1991). Elle fut dessinée par Stirling et Thomas Muirhead qui le poussa vers une approche plus sobre, moins pompeuse et plus consciemment moderniste. Le livre de l’exposition de Venise fut salué par Kenneth Frampton ainsi que d’autres critiques comme le commencement d’un nouveau départ dans l’œuvre de Stirling, potentiellement très important s’il n’était pas mort précipitamment à la suite d'une malheureuse petite opération médicale bâclée. Juste avant cet accident il fut promu chevalier (en 1992) ce que, avec son esprit frondeur, il accepta avec quelques réticences considérant que « ça devrait être positif pour l’agence. »
Après la mort de Stirling en 1992, Wilford reprit les rênes de l’agence et la fit péricliter même s’il termina le travail qui restait en cours et que Stirling avait laissé à différents stades de développement. Plusieurs bâtiments achevés par la suite et souvent attribué un peu rapidement à Stirling, comme l’université d’état de musique et des arts performatifs de Stuttgart en 1993-1994, ou le No 1 Poultry à Londres, furent en fait terminés et construits par Wilford et ses assistants. Le cabinet n’existe plus et ses archives ont été entièrement cédées au Centre canadien d'architecture de Montréal. Le prix Stirling, un prix britannique annuel pour l’architecture mis en place depuis 1996 a été nommé ainsi en son honneur.
La richesse et la profondeur culturelle de l’œuvre de Stirling a attiré l’attention de tous les principaux critiques et théoriciens, de Peter Eisenman à Charles Jencks, et l'ensemble des livres étudiant son architecture, publiés partout dans le monde, est vaste. Pour ceux qui voudrait étudier son travail plus en détail, la meilleure façon de commencer serait les deux volumes de son œuvre complète, supervisé par lui-même aidé par des amis de confiance et des collaborateurs. Ces deux livres couvrent chronologiquement tous ses projets et mettent l’accent sur l’aspect visuel grâce à des milliers de photographies, dessins et maquettes soigneusement reproduits.

## Quelques projets
- 1988 : résidences à Canary Wharf à Londres
- 1989 : Bibliothèque de France à Paris (non retenu)
- 1989 : Forum international de Tōkyō
- 1991 : Centre Kyōto au Japon